# Grêmio Atlético Coariense
Il Grêmio Atlético Coariense, noto anche semplicemente come Grêmio Coariense, è una società calcistica brasiliana con sede nella città di Coari, nello stato dell'Amazonas.

## Storia
Il club è stato fondato il 6 gennaio 1977. Il Grêmio Coariense ha vinto il Campionato Amazonense nel 2005. Ha partecipato alla Coppa del Brasile nel 2005, dove è stato eliminato al primo turno dal Remo, e nel 2006, dove è stato eliminato al primo turno dal Vila Nova. Il Grêmio Coariense ha partecipato al Campeonato Brasileiro Série C nel 2005, dove è stato eliminato alla prima fase.

## Palmarès

### Competizioni statali
- Campionato Amazonense: 1

2005